# Lazard
Pour les articles ayant des titres homophones, voir Lazare et Lazaar.
« Lazard » redirige ici. Pour les autres significations, voir Lazard (homonymie).
Lazard est un groupe de conseil financier et de gestion d’actifs qui exerce ses activités en Amérique du Nord et du Sud, en Europe, en Asie, en Australie. Entreprise franco-américaine à sa création en 1848, Lazard est cotée aujourd'hui à la bourse de New York
.
Contrairement à de nombreux groupes bancaires dont l’activité de banque d’affaires est accessoire[réf. souhaitée], Lazard se concentre sur son activité de conseil financier (conseil stratégique, fusions-acquisitions, restructuration, marchés de capitaux, structures de bilan, levées de fonds…), ainsi que sur la gestion d’actifs pour des clients institutionnels[évasif], entreprises ou particuliers
.

## Historique

### Origines
Lazard Frères & Co. est fondée le 12 juillet 1848 à La Nouvelle-Orléans (Louisiane) par trois frères juifs lorrains émigrés aux États-Unis : Alexandre Lazard, Lazare Lazard et Simon Lazard. Leur activité était à l’origine le négoce depuis la France (mercerie, quincaillerie, épicerie…). La fratrie, rejointe par un quatrième frère, Élie Lazard, et leur cousin Alexandre Weill, s'installe peu après à San Francisco (Californie), dans le contexte de la ruée vers l’or. C'est en stockant l'or des pionniers, puis en organisant les transferts d'or des bergers basques vers leur famille en France et enfin en finançant ponctuellement les clients que Lazard Frères s'oriente vers les services financiers. Alexandre Lazard s’installe à Paris où il ouvre un bureau en 1854. Entre 1870 et 1880, l’entreprise continue son expansion internationale en ouvrant un bureau à Londres puis à New York, outre celui de San Francisco. La banque Lazard occupe rapidement une place prépondérante dans les transferts d’or et les marchés de change transatlantiques, devenant ainsi la plaque tournante entre les milieux d’affaires français et américains.

### Trois maisons Lazard
Au cours du XXe siècle, les trois maisons Lazard (États-Unis, France, Royaume-Uni) sont gérées de façon indépendante quoique alliées. Les associés de chaque maison construisent progressivement un puissant réseau international au sein des cercles économiques et politiques, à l’image d’André Meyer ou de Felix Rohatyn, et jouent un rôle majeur dans l’évolution du paysage économique nord-américain et européen,. « Pour beaucoup, Lazard est la maison qui a inventé la banque d’affaires moderne, celle des fusions-acquisitions » écrit Martine Orange. Lazard intervient notamment sur des opérations emblématiques telles que la faillite de New York en 1975, mais aussi les crises souveraines comme celle de la Grèce. En 1953, Lazard lance une activité de gestion d’actifs à Londres, qui est l’ancêtre de l’actuel Lazard Asset Management. Au cours de la dernière décennie, Lazard a largement étendu sa présence dans le monde en ouvrant des bureaux en Australie, en Asie, en Amérique latine et au Moyen-Orient[réf. souhaitée].

### Groupe unifié
En 2000, à l’initiative de Michel David-Weill, les trois maisons Lazard sont rassemblées sous une seule entité, : Lazard LLC. En 2005, sous l’impulsion de Bruce Wasserstein, devenu directeur général, Lazard Ltd est introduit en bourse (NYSE : LAZ). Le groupe est aujourd’hui dirigé par Peter Orszag, qui a succédé à Ken Jacobs. Les opérations financières étant aujourd’hui le plus souvent transnationales, les équipes travaillent de façon intégrée, en faisant intervenir des expertises sectorielles en plus des savoir-faire locaux,.

## Activités

### Conseil financier
Lazard conseille ses clients sur un large éventail de questions stratégiques et financières[source insuffisante].
- Fusions et acquisitions

Le conseil dit en « fusions acquisitions » couvre toute opération de croissance externe ou de désinvestissement. La banque conseille également sur d’autres opérations structurantes telles que les recapitalisations, « spin-offs » ou scissions.[réf. souhaitée]
En 2016, Lazard acquiert Verus Partners, une société de conseils financiers située à Toronto.
- Restructuration

Pour les entreprises en difficulté financière, Lazard conseille sur tous les aspects de la restructuration. La banque a notamment participé à plusieurs des plus grandes opérations de restructuration provoquées par la crise financière depuis 2007.
- Marchés de capitaux

Lazard conseille également sur les questions de structure de capital et de levée de capitaux. Le conseil en levée de capitaux comprend les opérations de financement sur les marchés cotés ou non coté.
- Conseil aux gouvernements

Depuis plusieurs décennies, Lazard conseille depuis son bureau à Paris des gouvernements sur tout un éventail de sujets financiers : privatisations, restructurations de dette, notation souveraine… Elle a notamment accompagné la Grèce, mais aussi l’Argentine, l’Équateur, l’Irak, la Côte d'Ivoire ou l’Égypte,.
De 2010 à 2012, Lazard conseille le gouvernement grec notamment lors de la restructuration de la dette privée grecque. Elle est également conseiller du fonds de restructuration bancaire. Selon les informations fournies par Matthieu Pigasse, la banque aurait gagné « une vingtaine de millions d’euros » lors de la première restructuration de la dette grecque. Début février 2015, la banque d'affaires est à nouveau chargée de conseiller le ministère des Finances grec sur la dette publique et la gestion de la politique fiscale,.

### Gestion d’actifs
L'activité de gestion d'actifs de Lazard fournit des services de gestion sur l’ensemble des classes d’actifs (actions, taux, diversifiée, alternative) à des clients institutionnels, des intermédiaires financiers et des clients privés à travers le monde. Le groupe gère 259 milliards de dollars d’actifs à fin 2020.
L’activité de gestion d'actifs de Lazard a pour but de produire les meilleurs rendements ajustés au risque et de fournir des solutions de placement personnalisées pour ses clients.
La société gère des actifs pour le compte de clients institutionnels (sociétés, syndicats, fonds de pension, fondations, sociétés d'assurance, banques…) et de clients individuels[source insuffisante].

## Dirigeants
- Alexandre Lazard, Lazare Lazard, Simon Lazard puis Élie Lazard
- Alexandre Weill[32]
- David David-Weill[32]
- Pierre David-Weill[32],[33]
- André Meyer[33]
- Michel David-Weill : 1977-2001[33]
- Bruce Wasserstein : 2001-2009[34]
- Kenneth M. Jacobs : 2009-2023[35],[22]
- Peter Orszag : depuis mai 2023[22]

## Lazard en France

### Structure et activités
En France, le groupe Lazard est présent aussi bien dans les métiers de banque d'affaires que dans les métiers de gestion d'actifs. Ces deux activités sont strictement séparées ; la réglementation financière impose la présence d'une « muraille de Chine » entre les métiers du conseil et ceux de l'investissement.
L'activité de banque d'affaires est exercée par la société « Lazard Frères » (LF), souvent désignée dans les médias sous les noms de « Lazard », « Banque Lazard », ou de façon impropre « Lazard France »,. Elle figure parmi les premières banques d'affaires dans le domaine du conseil en fusions-acquisitions (M&A),. En matière de conseil financier, une vingtaine d’associés-gérants couvre les différents secteurs d’activité (industrie, télécoms, énergie, restructurations…). En 2019, Jean-Louis Girodolle succède à Matthieu Pigasse à la tête de Lazard Frères SAS.
L'activité de gestion d'actifs, c'est-à-dire d'investissement sur les marchés financiers pour compte de tiers, est quant à elle exercée par la société « Lazard Frères Gestion » (LFG), présidée par François-Marc Durand. La société gère des actifs pour le compte de clients institutionnels tout en exerçant une activité de banque privée pour le compte de particuliers, dont elle prend en charge l'investissement des avoirs sur les marchés financiers. À fin 2023, Lazard Frères Gestion gère 40 milliards d'euros d'actifs pour le compte de clients institutionnels et privés. Lazard Frères Gestion est par ailleurs regroupée au sein de la « Compagnie Financière Lazard Frères » (CFLF) avec une société-sœur, « Lazard Frères Banque » (LFB), qui remplit notamment pour Lazard Frères Gestion des services de back office. Depuis 2023, Lazard Frères Banque est dirigée par Olivier Klein. La Compagnie Financière Lazard Frères est quant à elle présidée depuis 2023 par François-Marc Durand, également président de Lazard Frères Gestion.
En 2022, Lazard en France lance LazardNext, une équipe de banquiers d'affaires spécialisés dans le conseil en fusions et acquisitions aux PME. L'équipe est lancé par trois anciens banquier de Transaction R, la banque dominante sur ce segment en France et filiale de la banque Rothschild & Co, rivale historique de Lazard.
|                                                          |                                                          |                                                          |                                                          |                                                          |                                                          |  |  | Lazard Group LLC                           |                                            |                                            |                                            |                                                                         |                                                                         |                                                                         |                                                                         |                                                                         |                                                                         |                                                            |                                                            |                                                            |                                                            |  |  |  |  |  |  |  |  |  |  |  |  |  |  |
|                                                          |                                                          |                                                          |                                                          |                                                          |                                                          |  |  |                                            |                                            |                                            |                                            |                                                                         |                                                                         |                                                                         |                                                                         |                                                                         |                                                                         |                                                            |                                                            |                                                            |                                                            |  |  |  |  |  |  |  |  |  |  |  |  |  |  |
|                                                          |                                                          |                                                          |                                                          |                                                          |                                                          |  |  |                                            |                                            |                                            |                                            |                                                                         |                                                                         |                                                                         |                                                                         |                                                                         |                                                                         |                                                            |                                                            |                                                            |                                                            |  |  |  |  |  |  |  |  |  |  |  |  |  |  |
| Lazard International Holdings, Inc.                      | Lazard International Holdings, Inc.                      | Lazard International Holdings, Inc.                      | Lazard International Holdings, Inc.                      | Lazard International Holdings, Inc.                      | Lazard International Holdings, Inc.                      |  |  |                                            |                                            |                                            |                                            | Compagnie Financière Lazard Frères SAS Président : François-Marc Durand | Compagnie Financière Lazard Frères SAS Président : François-Marc Durand | Compagnie Financière Lazard Frères SAS Président : François-Marc Durand | Compagnie Financière Lazard Frères SAS Président : François-Marc Durand | Compagnie Financière Lazard Frères SAS Président : François-Marc Durand | Compagnie Financière Lazard Frères SAS Président : François-Marc Durand |                                                            |                                                            |                                                            |                                                            |  |  |  |  |  |  |  |  |  |  |  |  |  |  |
| Lazard International Holdings, Inc.                      | Lazard International Holdings, Inc.                      | Lazard International Holdings, Inc.                      | Lazard International Holdings, Inc.                      | Lazard International Holdings, Inc.                      | Lazard International Holdings, Inc.                      |  |  |                                            |                                            |                                            |                                            | Compagnie Financière Lazard Frères SAS Président : François-Marc Durand | Compagnie Financière Lazard Frères SAS Président : François-Marc Durand | Compagnie Financière Lazard Frères SAS Président : François-Marc Durand | Compagnie Financière Lazard Frères SAS Président : François-Marc Durand | Compagnie Financière Lazard Frères SAS Président : François-Marc Durand | Compagnie Financière Lazard Frères SAS Président : François-Marc Durand |                                                            |                                                            |                                                            |                                                            |  |  |  |  |  |  |  |  |  |  |  |  |  |  |
|                                                          |                                                          |                                                          |                                                          |                                                          |                                                          |  |  |                                            |                                            |                                            |                                            |                                                                         |                                                                         |                                                                         |                                                                         |                                                                         |                                                                         |                                                            |                                                            |                                                            |                                                            |  |  |  |  |  |  |  |  |  |  |  |  |  |  |
| Maison Lazard SAS                                        |                                                          |                                                          |                                                          |                                                          |                                                          |  |  |                                            |                                            |                                            |                                            |                                                                         |                                                                         |                                                                         |                                                                         |                                                                         |                                                                         |                                                            |                                                            |                                                            |                                                            |  |  |  |  |  |  |  |  |  |  |  |  |  |  |
|                                                          |                                                          |                                                          |                                                          |                                                          |                                                          |  |  |                                            |                                            |                                            |                                            |                                                                         |                                                                         |                                                                         |                                                                         |                                                                         |                                                                         |                                                            |                                                            |                                                            |                                                            |  |  |  |  |  |  |  |  |  |  |  |  |  |  |
| Lazard Frères SAS (« Lazard ») DG : Jean-Louis Girodolle | Lazard Frères SAS (« Lazard ») DG : Jean-Louis Girodolle | Lazard Frères SAS (« Lazard ») DG : Jean-Louis Girodolle | Lazard Frères SAS (« Lazard ») DG : Jean-Louis Girodolle | Lazard Frères SAS (« Lazard ») DG : Jean-Louis Girodolle | Lazard Frères SAS (« Lazard ») DG : Jean-Louis Girodolle |  |  | Lazard Frères Banque SA DG : Olivier Klein | Lazard Frères Banque SA DG : Olivier Klein | Lazard Frères Banque SA DG : Olivier Klein | Lazard Frères Banque SA DG : Olivier Klein | Lazard Frères Banque SA DG : Olivier Klein                              | Lazard Frères Banque SA DG : Olivier Klein                              |                                                                         |                                                                         | Lazard Frères Gestion SAS Président : François-Marc Durand              | Lazard Frères Gestion SAS Président : François-Marc Durand              | Lazard Frères Gestion SAS Président : François-Marc Durand | Lazard Frères Gestion SAS Président : François-Marc Durand | Lazard Frères Gestion SAS Président : François-Marc Durand | Lazard Frères Gestion SAS Président : François-Marc Durand |  |  |  |  |  |  |  |  |  |  |  |  |  |  |

### Opérations notables
Depuis le XIXe siècle, Lazard joue un rôle important dans la vie économique et les milieux financiers français,. Lazard est notamment intervenue sur des opérations emblématiques telles que le sauvetage du franc en 1924, la création de PSA ainsi que sur de nombreuses privatisations.
En août 2012, la banque d'affaires (Lazard Frères SAS) est choisie par le gouvernement français pour conseiller l'État dans la création de la Banque publique d'investissement. Ce choix entraîne une polémique politique et médiatique liée à un possible conflit d'intérêts,. Toutefois, dans un rapport du 12 mars 2015, la Cour des comptes fait de l'appel d'offres qui a conduit au choix de Lazard un exemple de respect des procédures d'appel d'offres, notant que « le document transmis par la banque Lazard qui a été choisie était le plus complet et le plus précis parmi les offres présentées »,.
Historiquement, les diverses sociétés d’investissement de Lazard en France ont été fusionnées pour donner naissance à Eurazeo en 2001, avant que Lazard et Eurazeo ne soient entièrement séparés en 2005.

### Anciens associés-gérants
- Bertrand Badré[56]
- Antoine Bernheim[57]
- David Dautresme
- Michel David-Weill[33]
- Jean-Jacques Guiony[58]
- Anne Lauvergeon[57]
- Gilles Mentré[59]
- Erik Maris
- Jean-Marie Messier[57]
- André Meyer[33]
- Virginie Morgon
- Matthieu Pigasse[38]
- Thomas Piquemal
- Raymond Philippe[34]
- Georges Ralli[57]
- Bruno Roger[57]
- Patrick Sayer
- Édouard Stern[57]